# Gang Starr
Gang Starr war ein US-amerikanisches Hip-Hop-Duo, das aus dem Rapper Guru und dem DJ und Produzenten DJ Premier bestand.

## Werdegang

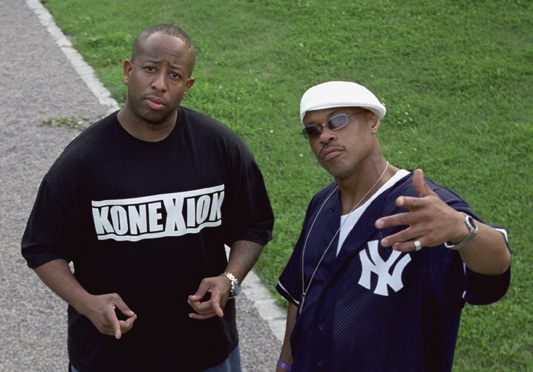
DJ Premier (l.) und Guru 2003 in Deutschland

Die Gruppe wurde 1986 gegründet. Zu diesem Zeitpunkt bestand sie neben Guru noch aus verschiedenen anderen Mitgliedern. Sie trat jedoch erst wirklich in Erscheinung, als 1989 DJ Premier dazu stieß und die beiden gemeinsam die Single Words I Manifest und das Album No More Mr Nice Guy veröffentlichten. Ihr nächstes Werk, Step In The Arena, wurde zu einem Klassiker. Nebenher steuerten sie zwei Kompositionen für Neneh Cherrys zweites Album Homebrew aus dem Jahr 1992 bei: den Eröffnungstitel Sassy und I Ain't Gone Under Yet.
Die beiden darauf folgenden Alben Daily Operation und Hard To Earn halfen dabei, ihren Status als eine der einflussreichsten Hip-Hop-Gruppen überhaupt zu festigen. Ihre fünfte LP Moment of Truth war das kommerziell erfolgreichste Studioalbum des Duos, 1998 wurde das Werk mit über 500.000 verkauften Einheiten in den USA von der RIAA mit Gold ausgezeichnet. Dies gelang anschließend auch mit dem Album Full Clip. Gang Starr trugen mit dem Stück Jazz Thing aus dem Soundtrack zu Spike Lees Film Mo' Better Blues auch dazu bei, den Jazz-Rap mitzubegründen.
Nach ihrem letzten Album The Ownerz trennten sich die beiden freundschaftlich vorläufig und begannen, an ihren Soloprojekten weiterzuarbeiten. Der an Krebs erkrankte Guru verstarb jedoch am 19. April 2010 an den Folgen eines Herzinfarktes, nachdem er zuvor im Februar des Jahres ins Koma gefallen war.
Im September 2019 kündigte DJ Premier überraschend ein neues Album des Duos an. Auf diesem werden bisher unveröffentlichte Aufnahmen von Guru zu hören sein. Mit Family and Loyalty (feat. J. Cole) wurde ein erstes Stück veröffentlicht. Neben Künstlern aus dem Umfeld der einstigen Gang Starr Foundation wie Jeru The Damaja, M.O.P. und Group Home sind auf den 16 Songs auch Gastauftritte von Q-Tip und Talib Kweli zu hören.

## Diskografie

### Studioalben
| Jahr | Titel                | Höchstplatzierung, Gesamtwochen, AuszeichnungChartplatzierungen (Jahr, Titel, Platzierungen, Wochen, Auszeichnungen, Anmerkungen) | Höchstplatzierung, Gesamtwochen, AuszeichnungChartplatzierungen (Jahr, Titel, Platzierungen, Wochen, Auszeichnungen, Anmerkungen) | Höchstplatzierung, Gesamtwochen, AuszeichnungChartplatzierungen (Jahr, Titel, Platzierungen, Wochen, Auszeichnungen, Anmerkungen) | Höchstplatzierung, Gesamtwochen, AuszeichnungChartplatzierungen (Jahr, Titel, Platzierungen, Wochen, Auszeichnungen, Anmerkungen) | Anmerkungen                                             |
| Jahr | Titel                | DE | CH | UK | US | Anmerkungen                                             |
| ---- | -------------------- | --- | --- | --- | --- | ------------------------------------------------------- |
| 1989 | No More Mr. Nice Guy | — | — | — | — | Erstveröffentlichung: 5. Juni 1989                      |
| 1991 | Step in the Arena    | — | — | UK36 (3 Wo.)UK | US121 (12 Wo.)US | Erstveröffentlichung: 15. Januar 1991                   |
| 1992 | Daily Operation      | — | — | — | US65 (10 Wo.)US | Erstveröffentlichung: 5. Mai 1992                       |
| 1994 | Hard to Earn         | — | — | UK29 (3 Wo.)UK | US25 (12 Wo.)US | Erstveröffentlichung: 8. März 1994                      |
| 1998 | Moment of Truth      | DE94 (2 Wo.)DE | — | UK43 Silber · (1 Wo.)UK | US6 Gold · (13 Wo.)US | Erstveröffentlichung: 31. März 1998 Verkäufe: + 560.000 |
| 2003 | The Ownerz           | DE50 (4 Wo.)DE | CH28 (7 Wo.)CH | UK74 (1 Wo.)UK | US18 (8 Wo.)US | Erstveröffentlichung: 24. Juni 2003                     |
| 2019 | One of the Best Yet  | DE46 (1 Wo.)DE | CH20 (1 Wo.)CH | — | US82 (1 Wo.)US | Erstveröffentlichung: 1. November 2019                  |

### Kompilationen
| Jahr | Titel                             | Höchstplatzierung, Gesamtwochen, AuszeichnungChartplatzierungen (Jahr, Titel, Platzierungen, Wochen, Auszeichnungen, Anmerkungen) | Höchstplatzierung, Gesamtwochen, AuszeichnungChartplatzierungen (Jahr, Titel, Platzierungen, Wochen, Auszeichnungen, Anmerkungen) | Höchstplatzierung, Gesamtwochen, AuszeichnungChartplatzierungen (Jahr, Titel, Platzierungen, Wochen, Auszeichnungen, Anmerkungen) | Anmerkungen                                             |
| Jahr | Titel                             | DE | UK | US | Anmerkungen                                             |
| ---- | --------------------------------- | --- | --- | --- | ------------------------------------------------------- |
| 1999 | Full Clip: A Decade of Gang Starr | DE48 (6 Wo.)DE | UK47 Silber · (3 Wo.)UK | US33 Gold · (7 Wo.)US | Erstveröffentlichung: 13. Juli 1999 Verkäufe: + 560.000 |

Weitere Kompilationen
- 2006: Mass Appeal: Best of Gang Starr

### Singles
| Jahr | Titel Album                       | Höchstplatzierung, Gesamtwochen, AuszeichnungChartplatzierungen (Jahr, Titel, Album, Platzierungen, Wochen, Auszeichnungen, Anmerkungen) | Höchstplatzierung, Gesamtwochen, AuszeichnungChartplatzierungen (Jahr, Titel, Album, Platzierungen, Wochen, Auszeichnungen, Anmerkungen) | Anmerkungen |
| Jahr | Titel Album                       | UK | US | Anmerkungen |
| ---- | --------------------------------- | --- | --- | ----------- |
| 1990 | Jazz Thing Mo’ Better Blues OST   | UK66 (2 Wo.)UK | — |             |
| 1991 | Take a Rest Step in the Arena     | UK63 (2 Wo.)UK | — |             |
| 1991 | Lovesick Step in the Arena        | UK50 (3 Wo.)UK | — |             |
| 1992 | 2 Deep Daily Operation            | UK67 (2 Wo.)UK | — |             |
| 1994 | Mass Appeal Hard to Earn          | — | US67 (11 Wo.)US |             |
| 1994 | Code of the Streets Hard to Earn  | UK91 (1 Wo.)UK | — |             |
| 1997 | You Know My Steez Moment of Truth | — | US76 (13 Wo.)US |             |

Weitere Singles
- 1987: The Lesson
- 1987: Believe Dat!
- 1987: Bust a Move Boy
- 1988: Movin’ On
- 1989: Words I Manifest
- 1989: Positivity
- 1990: Just to Get a Rep
- 1991: Step in the Arena
- 1991: Who’s Gonna Take the Weight?
- 1992: Ex Girl to the Next Girl
- 1992: Take It Personal
- 1992: Gotta Get Over (Taking Loot)
- 1994: DWYCK (feat. Nice & Smooth)
- 1994: Suckas Need Bodyguards (feat. Melachi the Nutcracker)
- 1998: The Militia
- 1998: 1/2 & 1/2 (feat. M. O. P.)
- 1999: Full Clip
- 1999: Discipline (feat. Total)
- 2002: Skills
- 2003: Nice Girl, Wrong Place (feat. Boy Big)
- 2003: Rite Where You Stand (feat. Jadakiss)
- 2003: Same Team, No Games (feat. NYG’z & H.Stax)